# Cities XL
Cities XL est une série de jeux vidéo de gestion développée et éditée d'abord par Monte Cristo puis par Focus Home Interactive, et distribuée par Focus Home Interactive. Il s'inscrit dans la lignée de City Life, jeu sorti en 2006 également développé par Monte Cristo où l'objectif principal est de construire et développer sa ville, mais la série adopte un gameplay relativement différent, puisqu'il s'axe moins sur les relations entre les communautés et approfondit la gestion du budget et de l'économie des cités.
La série Cities XL est composée de quatre opus : Cities XL, Cities XL 2011, Cities XL 2012 et Cities XL Platinum. Le dernier en date sort le 5 février 2015 sous le nom de Cities XXL. Les jeux sont uniquement sortis sur Windows.

## Caractéristiques générales
L'objectif premier du jeu est celui de développer sa ville sur une des cartes disponibles. Le joueur peut construire différents types de bâtiments tels que les habitations, les industries, les commerces ou encore les services municipaux.
Concernant les habitants, il existe quatre catégories sociales basées sur la richesse : les Travailleurs, les Travailleurs qualifiés, les Managers et les Élites. Le joueur peut choisir où habiteront les citoyens de chaque groupe social ; il peut en effet placer des zones d'habitations de chaque catégorie à sa guise. Si l'emplacement propose suffisamment de services et d'emplois, de nouveaux citoyens emménageront dans la ville.
Pour rendre sa ville attrayante, le joueur peut construire différentes infrastructures. Il assure des services publics à ses habitants, en construisant des hôpitaux, des commissariats, des casernes de pompiers ou encore veille à l'approvisionnement en eau, en électricité et au bon traitement des déchets. Il gère aussi les recettes de la ville en modifiant les taux d'imposition.
L'économie des villes dans Cities XL s'axe autour de la notion de « tokens ». Ce terme désigne les ressources produites ou les services proposés par chaque secteur d'activité, échangeables contre la monnaie du jeu, les « Crédits ». Tout comme pour les zones d'habitation, le joueur délimite les zones pour chaque type d'activité, comme les industries, les bureaux, les commerces, ou les zones agricoles. Chaque entreprise requiert un certain nombre d'employés de chaque catégorie sociale et utilise un nombre déterminé de ressources. Plus l'entreprise est grande, plus elle requiert une main d’œuvre plus qualifiée. Le maire doit veiller à l'équilibre entre l'offre et la demande de chaque service et ressource. En cas de surproduction d'un token, le joueur peut réduire la production ou vendre, ou à l'inverse, acheter la ressource manquante en cas de pénurie. La surproduction affecte l'économie de la ville, conduisant les entreprises à faire faillite. La pénurie baisse le taux de satisfaction des habitants et peut les pousser à partir.
Les transports sont une composante importante du jeu. Les moyens de déplacement permettent de transporter les ressources échangés et aux habitants de se rendre à leur lieu de travail. Le joueur peut construire différents types de routes, des chemins de terre aux voies rapides. Les transports en commun figurent aussi au sein du jeu comme le bus, et le métro qui fait son apparition sur Cities XL 2011. Enfin, pour augmenter ses capacités d'échange, le joueur peut construire un aéroport ou un port maritime.

## Jeux de la série

### Cities XL
Cities XL est le premier jeu de la série. Développé par Monte Cristo, il sort sur Windows le 8 octobre 2009 en Europe et le 9 octobre en Amérique du Nord.
Monte Cristo avait fait le pari de créer le premier jeu de construction de ville en ligne massivement multijoueur. Il permettait aux joueurs de visiter les villes d'autres personnes et de commercer avec, les joueurs ne participant pas à l'expérience en ligne ne pouvant échanger qu'avec une compagnie gérée par l'IA : Omnicorp. Le jeu, décrié comme incomplet par les habitués du genre, a fait l'objet de nombreuses mises à jour. Néanmoins, ces contenus additionnels, comme la possibilité de construire des lignes de bus ou les bâtiments de type médiéval, étaient réservés aux joueurs ayant souscrit un abonnement mensuel pour pouvoir participer au mode multijoueur. Le volet multijoueur n'a cependant séduit uniquement 100 000 joueurs contre les 300 000 prévus, et le développeur fut contraint de fermer le service et d'offrir les nouveaux contenus aux acquéreurs jouant en solo. Cet échec a conduit le studio de développement à la fermeture.

### Cities XL 2011

Logo de Cities XL 2011

Cities XL 2011 est le deuxième opus de la série. Développé cette fois-ci par Focus Home Interactive, il sort en Europe le 14 octobre 2010.
Suite logique de Cities XL, ce opus entièrement en mode solo intègre de nouvelles fonctionnalités telles qu'un panel d'échange permettant de vendre et d'acheter des ressources entre ses propres villes, une gestion plus poussée du budget et la possibilité d'installer un réseau de métro. En outre, Cities XL 2011 possède plus de contenu : le joueur aura ainsi le choix entre plusieurs types de routes. Le jeu intègre aussi de nouvelles cartes poussant leur nombre à 45, de nouveaux bâtiments, et trois packs de contenu, que sont les packs Chinatown, Médiéval et USA, permettant de personnaliser davantage ses villes,. Cette nouvelle version de Cities XL ajoute enfin des sons et des animations d'ambiance comme la fumée, ainsi qu'un système de trophées que le joueur débloque lorsqu'il atteint certains objectifs concernant la population, le budget ou la production.

### Cities XL 2012

Logo de Cities XL 2012

Cities XL 2012 constitue le troisième opus de la série. Il sort en Europe le 20 octobre 2011. Le jeu se divise en deux versions : la première se compose du jeu complet, tandis que la deuxième n'est qu'une simple extension, qui nécessite au préalable l'installation de Cities XL 2011.
L'accent de ce nouveau jeu a été mis sur le contenu. Cities XL 2012 ajoute 300 nouvelles constructions, proposant ainsi au total plus de 1 000 bâtiments différents. Cet opus intègre également 15 nouvelles cartes, poussant le nombre de terrains constructibles à 60.
Focus Home Interactive a exprimé sa volonté de soutenir le modding. À la sortie du jeu, un guide spécial d'aide au modding a été mis en ligne, ainsi qu'un outil permettant d'intégrer aisément au jeu les bâtiments créés sous le logiciel de modélisation 3ds Max 2008.

### Cities XL Platinum

Logo de Cities XL Platinum

Cities XL Platinum constitue le quatrième opus annoncé pour le 14 février 2013. Comme pour le précédent opus, le jeu soit décliné en deux versions : une version complète du jeu, et une autre qui n'est qu'une extension pour les possesseurs de la version 2012 ou 2011.
Cet opus corrige principalement les lacunes de Cities XL 2012, critiqué pour les bugs et la difficulté pour les joueurs de créer de nouveaux contenus. Ainsi, la version Platinum devrait intégrer un correctif visant à résoudre les problèmes concernant les bâtiments et à améliorer la stabilité du jeu. Au niveau du modding, cette nouvelle version devrait apporter une meilleure compatibilité du jeu avec d'autres logiciels de modélisation 3D. Enfin, cet opus devrait intégrer 50 bâtiments supplémentaires par rapport à Cities XL 2012,.

### Cities XXL

Logo de Cities XXL

Cities XXL est le dernier opus de la série, sorti le 5 février 2015. Il apporte de nouveaux bâtiments, 5 nouvelles cartes et de nouvelles infrastructures comme des aéroports de fret. Cities XXL apporte aussi des nouveautés en termes de gameplay, en proposant une nouvelle gestion des transports en commun, notamment avec l'ajout de parc-relais et la gestion de la pollution. Le jeu apporte également une amélioration des performances en particulier sur les systèmes multi-cœurs.
Cities XXL est disponible sur Steam à sa sortie et intègre le Steam Workshop permettant aux joueurs de partager sur une plateforme unifiée des mods tels que de nouvelles cartes ou bâtiments.